# 中角
中角，是新北市金山區的一個地名，位於該區北部，範圍大致包括永興里、西湖里、萬壽里，清泉里。

## 歷史
台灣清治末期至日治前期，中角地區為一街庄，稱為「中角庄」，隸屬於金包里堡。該庄東北臨海，東南與下中股庄為鄰，西南邊為頂角庄，西北邊為下角庄。
1901年（日治明治三十四年）11月，該庄隸屬於基隆廳，編入第五區。1905年（明治三十八年）7月，第四區、第五區合併為「金包里區」。1920年（大正九年），該庄改制為「中角」大字，隸屬於臺北州基隆郡金山庄，大字下有「西勢」、「清水」、「萬里阿突」、「尖山子」、「西勢湖」、「跳石」、「濆水」、「大水堀」小字名。
戰後金山庄改制為金山鄉，隸屬於臺北縣，大字亦改制為村。2010年12月，臺北縣升格為新北市，金山改制為金山區，村亦改制為里。

## 交通
省道台2線經過中角地區東部，往南可前往金山市區、萬里、基隆等地，往北可前往三芝、淡水等地。

## 學校
- 中角國小

## 宗教與文化
- 法鼓山
- 朱銘美術館